# Nurney
Nurney (Iers: An Urnaí, hij die bidt), is een plaats in Ierse graafschap Carlow. Het telde in 2002 239 inwoners.
Ballinkillen · Ballon · Ballymurphy · Borris · Carlow · Clonegal · Clonmore · Fennagh · Hacketstown · Kildavin · Leighlinbridge · Muine Bheag · Myshall · Nurney · Old Leighlin · Rathvilly · Royal Oak · St Mullin's · Tinryland · Tullow